# Pollardstown Fen SAC
Pollardstown Fen SAC este o arie protejată (arie specială de conservare — SAC, sit de importanță comunitară — SCI) din Irlanda întinsă pe o suprafață de 226,83 ha, integral pe uscat.

## Localizare
Centrul sitului Pollardstown Fen SAC este situat la coordonatele 53°11′23″N 6°50′54″W / 53.189822°N 6.848379°V.

## Înființare
Situl Pollardstown Fen SAC a fost declarat sit de importanță comunitară în mai 1998 pentru a proteja 10 specii de animale. Situl a fost protejat și ca arie specială de conservare în decembrie 2018.

## Biodiversitate
Situată în ecoregiunea atlantică, aria protejată conține 3 habitate naturale: Mlaștini calcaroase cu Cladium mariscus și specii de Caricion davallianae, Izvoare petrifiante cu formare de travertin (Cratoneurion), Mlaștini alcaline.
La baza desemnării sitului se află mai multe specii protejate:
- păsări (7): lăcar-de-rogoz (Acrocephalus schoenobaenus), rață pitică (Anas crecca), rață mare (Anas platyrhynchos), lișiță (Fulica atra), becațină comună (Gallinago gallinago), Locustella naevia, mărăcinar (Saxicola rubetra)
- nevertebrate (3): Vertigo angustior, Vertigo geyeri, Vertigo moulinsiana

Pe lângă speciile protejate, pe teritoriul sitului au mai fost identificate 1 specie de plante, 3 specii de păsări, 1 specie de amfibieni, 13 specii de nevertebrate.